# أمبروز برات
أمبروز برات (بالإنجليزية: Ambrose Pratt)‏ هو صحفي وكاتب ومؤلف أسترالي، ولد في 31 أغسطس 1874 في نيوساوث ويلز في أستراليا، وتوفي في 13 أبريل 1944.